# Of Chaos and Eternal Night
Of Chaos And Eternal Night jest pierwszym albumem EP grupy Dark Tranquillity.

## Lista utworów
1. „Of Chaos and Eternal Night” − 5:12
2. „With the Flaming Shades of Fall” − 3:38
3. „Away, Delight, Away” − 5:22
4. „Alone '94” − 5:43

## Skład zespołu
- Niklas Sundin – gitara
- Mikael Stanne – wokal
- Fredrik Johansson – gitara
- Martin Henriksson – gitara basowa
- Anders Jivarp – perkusja